# Bandera de Carolina del Nord
La bandera de Carolina del Nord es defineix per llei de la manera següent:
| « | Que la bandera de Carolina del Nord estarà composta per una unió blava, que contingui al mig d'aquesta, un estel blanc, amb la lletra N en daurat a l'esquerra i la lletra C en daurat a la dreta d'aquest estel, el cercle que conté la mateixa haurà de ser un terç del ample de la unió. El vol de la bandera es compon de dues barres amb iguals proporcions, la barra superior serà vermella, la barra inferior serà blanca, la longitud de les barres horitzontals seran iguals a la longitud perpendicular de la unió, i la longitud total de la bandera serà un terç més del seu ample. Per sobre de l'estrella, al centre de la unió hi haurà un pergamí daurat en forma semicircular, que contingui amb lletres negres aquesta inscripció: "20 de maig de 1775," i que, per sota de l'estrella hi haurà un pergamí similar que contingui en lletres negres la inscripció: "12 d'abril de 1776." | » |

Bandera utilitzada durant la guerra de secessió 1861-1865

La legislatura estatal va aprovar aquesta bandera. al març de 1885, per substituir la bandera original estatal que havia estat adoptada el 22 de juny de 1861, immediatament després que l'estat de secessió de la Unió el 20 de maig de 1861. La zona vermella de l'antiga bandera va ser substituïda per blava en memòria de la Bonnie Blue Flag, que va ser utilitzada com un símbol de la secessió durant la guerra.
Aquesta portava les dates de la Declaració d'independència de Mecklenburg, (20 de maig de 1775) i de la resolució de Halifax (12 d'abril de 1776), documents que col·loquen a Carolina del Nord en l'avantguarda del moviment d'independència d'Amèrica. Les dues dates també apareixen al Gran Segell de Carolina del Nord.